# هاوزن (فرانکفورت ام ماین)
هاوزن (به آلمانی: Frankfurt-Hausen) یک منطقهٔ مسکونی در آلمان است که در فرانکفورت واقع شده‌است. هاوزن  ۷٬۱۳۳ نفر جمعیت دارد.